# Гонсало Кардосо
Гонсало Кардосо (на португалски език - Gonçalo Bento Soares Cardoso) е португалски професионален футболист, който играе като централен защитник за елитният български тим на ПФК Локомотив (София).

## Кратка спортна биография

### Боависта
Юноша е на ФК Боавища, с който тим дебютира в мъжкия футбол на 7 октомври 2018 г., в мач от Примейра Лига на Португалия, срещу Деспортиво дас Авеш. Той е вторият най-млад играч, който някога е заигравал за първия тим на клуба, надминавайки клубни легенди като Нуно Гомеш и Жоао Виейра Пинту.

### Уест Хем
През август 2019 г. той се присъедини към гранда ФК Уест Хем Юнайтед, с петгодишен договор срещу неразкрита сума.  През сезоните 2019–2020 и 2020–2021 Кардосо участва само за формацията U23 на Уест Хям, като играе редовно във Висшата Лига 2 и има три участия в турнира за Трофея на Футболната лига на Англия.

### ФК Базел
На 30 януари 2021 г. Кардосо подписа с отбора от швейцарската Суперлига ФК Базел, с клауза "под наем", за период от 18 месеца с опция за закупуване. Базел потвърди договорката в същия ден, след което Кардозо се присъединява към първия отбор на Базел за втората половина от сезон 2020–2021, където заиграва под ръководството на старши треньора Чириако Сфорца. Дебютира за клуба в мача като гост на Лецигрунд, на 14 февруари 2021 г. По време на тренировка през март 2021 г., Кардосо получава контузия, която му пречи да играе до края на сезона.
В началото на сезон 2022-2023 той участва в пет контролни мача, и играе в продължение на 90 минути в мач за Купата на Швейцария. Травмата му обаче се повторя, което води и до прекратяване на договорът му за заем, който е прекратен няколко месеца по-късно. По време на краткия си период с клуба, Кардосо изигра общо 13 официални мача, отбелязвайки един гол.

### Реал Бетис
На 20 януари 2022 г. Кардосо преминава отново "под наем", този път в испанския тим на Реал Бетис, като заиграва в Б-отбора.

### Маритимо
На 1 септември 2022 г. Кардосо се завръща в родната Португалия, като подписва с отбора на Маритимо.

### Локомотив София
На 29 септември 2023 г. Кардозо подписа договор с клуба от Първа лига на България ПФК Локомотив (София) .